# 등충
등충(鄧忠, ? ~ 264년)은 중국 위나라의 장군인 등애(鄧艾)의 아들이다. 256년 등애가 강유(姜維)를 격퇴한 공으로 진서장군(鎭西將軍)이 되었을 때 혜당정후(惠唐亭侯)에 봉해지고 아버지의 식읍 5백 호를 떼어 받았다.

## 생애
263년 촉나라를 정벌할 때 아버지를 따라 참전했다. 사찬(師纂)과 함께 면죽관(綿竹關)을 지키는 제갈첨(諸葛瞻)을 공격할 때 촉군의 저항에 밀려 후퇴했으나, 등애의 질책을 받고 다시 공격하여 면죽관을 점령하였다.
촉나라가 멸망한 후 종회(鐘會)가 사마소(司馬昭)에게 등애가 반란을 일으키려 한다고 모함했다. 이를 받아들인 사마소가 등애를 잡아들이라 하자 종회는 부하 위관(衛瓘)을 보내 등애 부자를 잡아들였다.
하지만 종회가 모반을 꾀하다 죽고 이에 진상이 밝혀질 것을 우려한 위관이 등애에게 원한을 품었던 부하 전속(田續)을 보내 등애와 등충을 암살했다.

## 《삼국지연의》에서의 등충
삼국지연의에서는 얼굴이 희고 붉은 입술을 가진 소년 장군으로 등장하며, 강유와의 1대 1의 싸움에서 만만치 않은 실력을 보인다. 이후 계속해서 아버지가 촉군과 싸우는 것을 도왔다. 면죽관을 공격할 때, 나무로 만든 제갈량(諸葛亮)의 모습에 놀라 황급히 후퇴했다.
이후 전속에게 죽임을 당하는 것은 사서의 기록과 큰 차이가 없다.

## 같이 보기
- 삼국지 인물 목록